# 加莉·巴哈拉夫-米亚拉
加莉·巴哈拉夫-米亚拉（1959年9月18日—），以色列检察官，现任以色列总检察长，也是以色列首位女性总检察长。
加莉反對以色列總理內塔尼亞胡解除辛貝特負責人職務，失敗後又反對內塔尼亞胡提名的新人選。2025年8月4日，以色列内阁以政府和总检察长加莉长期存在重大意见分歧为由，投票解除其职务，但被以色列最高法院叫停。